# Anton Giulio Bragaglia
Anton Giulio Bragaglia (Frosinone, Lácio 11 de Fevereiro de 1890 – Roma, 15 de Julho 1960) foi um diretor de teatro, fotógrafo e cineasta ligado ao movimento futurista italiano. Tem obras publicadas sobre cinema e teatro.

## Teatro
Bragaglia descreve suas teorias sobre o teatro em seus livros Maschera mobile (1926), Del teatro teatrale ossia del teatro (1927) e Il segreto di Tabarrino (1933).
Dirigiu mais de 50 produções teatrais, tendo sua técnica formado Ruggero Jacobbi, diretor italiano que viveu no Brasil dos anos quarenta até 1960, e que por sua vez exerce determinante influência sobre o diretor teatral brasileiro Fernando Peixoto.

## Filmes
- Thais (1917)
- Il mio cadavere (1917)
- Un dramma nell'Olimpo (1917)
- Perfido incanto (1918)
- Vele ammainate (1931)